# Laosepilysta flavolineata
Laosepilysta flavolineata là một loài bọ cánh cứng trong họ Cerambycidae.